# Internationaal Comité van het Rode Kruis
Het Internationale Comité van het Rode Kruis (ICRC) is een neutrale en onafhankelijke humanitaire instelling met hoofdzetel in Genève, Zwitserland.

## Beschrijving
Het Comité tracht op basis van de Verdragen van Genève de slachtoffers van internationale oorlogen en burgeroorlogen te beschermen en bij te staan. Het opereert als neutrale tussenpersoon in geval van gewapende conflicten en onlusten. Het Comité bewaakt de toepassing van de internationale humanitaire conventies, verspreidt kennis erover en werkt aan de ontwikkeling ervan. Tot slot biedt het Internationale Comité van het Rode Kruis humanitaire hulp aan oorlogsslachtoffers, spoort vermiste personen op, probeert gescheiden families te herenigen en bezoekt gevangenen.
In 1917, 1944 en 1963 kreeg de instelling de Nobelprijs voor de Vrede; en in 1996 kreeg de organisatie de Balzan Prijs.

## Israël

### Facilitering 'Pay for Slay'-beleid PA
De Palestijnse Autoriteit (PA) kondigde in december 2023 aan, dat de Palestijnen die in Israël wegens terrorisme of daarvan worden beschuldigt gevangen zitten, en gevangenen die nieuwe formulieren moeten indienen om hun salarissen van de PA in 2024 te blijven ontvangen, dit onmiddellijk via het Internationaal Comité van het Rode Kruis (ICRC) moeten laten regelen. Het ICRC verklaarde dat dergelijke documenten over de hele wereld worden verstrekt als onderdeel van hun humanitaire activiteit, en ontkend elke betrokkenheid bij de stipendia van de PA. Directeur van de PLO-commissie voor gevangenenzaken Qadura Fares erkende dat die documenten nodig zijn om vast te kunnen stellen welke gevangene voor het ontvangen van salaris in aanmerking komt.  
In 2024 kwam UN Watch een in Genève gevestigde niet-gouvernementele organisatie (NGO) met een artikel, waarin ze een medewerker van het ICRC Haythem Abid beschuldigde van openlijke deelname aan anti-Israëlische protesten, het publiekelijk steunen van Hamas-video's en het beschuldigen van Israël van "terrorisme", allemaal in strijd met de strikte neutraliteitsverplichtingen van het ICRC. Het ICRC zei in een reactie: "Het Internationale Comité van het Rode Kruis (ICRC) is op de hoogte van berichten op sociale media die naar verluidt zijn gemaakt vanaf een persoonlijk account van een ICRC-medewerker. De geposte standpunten komen niet overeen met die van het ICRC,  

## Leden
Onder meer volgende personen zetelden in het Comité:
- Pauline Chaponnière-Chaix (1850-1934), Zwitsers maatschappelijk werkster, verpleegkundige en feministe[8]
- Marguerite Frick-Cramer (1887-1963), Zwitserse historica[9]
- Alfred Gautier (1858-1920), Zwitsers advocaat, rechter en hoogleraar[10]